# 褐胸鶲
褐胸鶲（学名：Muscicapa muttui）为鶲科鶲属的鸟类。在中国大陆，分布于甘肃、四川、贵州、广西、云南等地。该物种的模式产地在斯里兰卡。